# Irmgard Höchsmann-Maly
Irmgard Höchsmann-Maly (n. 10 ianuarie 1920, Sibiu – d. 28 august 2003, Drabenderhöhe, Germania), a fost o povestitoare și scriitoare de limba germană, precum și o animatoare culturală în landul german Renania de Nord - Westfalia, originară din România.
A fost cea mai mică din trei surori, fiică a poetei în dialectul săsesc Christine Maly-Theil, originară din Agnita și a soțului acesteia Anton Maly.
Când Irmgard avea 10 ani, mama sa a divorțat de Anton Maly și s-a căsătorit cu un scriitor austriac din Boemia care, pentru a putea trăi, își câștiga existența cântând din ghitară și vânzând asigurări.
După ce a absolvit gimnaziul de fete din Sibiu și Școala agricolă din Mediaș, la vârsta de 20 de ani, Irmgard a plecat în Germania, unde a petrecut 5 ani care i-au marcat existența.
În luna mai 1945, la vârsta de 25 de ani, Irmgard a fost găsită aproape moartă. A fost salvată și, în 1946, a început o a doua viață prin căsătoria cu dl. Hein. Deși au dus-o greu, au avut trei copii, Heinrich, Frank și Lothar.
În anul 1975 a emigrat în Republica Federală Germania și s-a stabilit la Drabenderhöhe.
Höchsmann-Maly a lucrat în calitate de colaboratoare liber profesionistă a Kulturpolitische Korrespondenz aparținând de Ostdeutscher Kulturrat din Bonn. A fost membră a Gildei Artiștilor (Künstlergilde) din Esslingen și colaborator extern a seriei de televiziune Alte und neue Heimat (vechea și noua patrie) difuzată inițial de postul WDR 3, ulterior WDR 5.
Timp de 7 ani a fost referentă culturală a secției landului Renania de Nord-Westfalia (Landesgruppe Nordrhein-Westfalen) a Asociației Sașilor Transilvăneni (Landsmannschaft der Siebenbürger Sachsen), timp de 6 ani a fost președinta comitetului de sprijin pentru sașii transilvăneni și șvabii bănățeni evanghelici (Hilfskomitee der Siebenbürger Sachsen und evangelischen Banater Schwaben).
Timp de mulți ani Höchsmann-Maly a fost angajată ca referentă culturală a grupei regionale Drabenderhöhe și inițiatoarea unui mic amsasamblu, denumit Grüppchen (Grupușor) al femeilor originare din Transilvania, care, îmbrăcate în costume populare săsești prezentau cântece și spectacole, inclusiv la activități organizate de Bundeswehr (Forțele Armate ale RFG) și la sediul NATO din Belgia.
În decursul anilor autoarea a publicat în special lucrări de politică culturală și literare, povestiri, biografii pentru anologii, periodice și radio. A mai scris schițe și note de călătorie. A făcut călătorii de documentare prin Transilvania, Cehia, Slovacia, Polonia și Bucovina, de unde a strâns date pe care le-a integrat în context istoric și de istoria artei. O serie din experiențele ei le-a redat în cartea Windbruch, desprea care autoarea declara că include experiența ei de viață și că a fost scrisă într-o periodă în care lumea s-a schimbat, din punct de vedere tehnic și politic, cu o viteză care îți taie răsuflarea.
Höchsmann-Maly a decedat la 28 august 2003 în Wiehl-Drabenderhöhe  și a fost înmormântată la 5 septembrie 2003 în cimitirul din Drabenderhöhe.

## Scrieri
- Windbruch / Erlebnisberichte, Bundeskulturreferat der Landsmannschaft der Siebenbürger Sachsen, 1991 [4]